# Bintoro (Patrang)
Bintoro is een bestuurslaag in het regentschap Jember van de provincie Oost-Java, Indonesië. Bintoro telt 10.166 inwoners (volkstelling 2010).